# Teresa Gutiérrez
Teresa Gutiérrez Argáez (Bogotá, 25 de octubre de 1928-Bogotá, 9 de marzo de 2010) fue una destacada actriz colombiana. 
Considerada en su país como una de las principales iconas de la pantalla chica por haber participado en las grandes telenovelas. Alcanzó la cumbre de su carrera con la telenovela La abuela en donde interpretaba a una perversa abuela que dominaba en una casa. Falleció en su residencia por causas naturales.

## Biografía
Inició su carrera como locutora y a los seis años comenzó en la radionovela "El doctor X" de la emisora Nueva Granada. A los 14 años pasó a ser una actriz de voz en las radionovelas de las emisoras como Nueva Granada y Nuevo Mundo obteniendo una amplia aceptación de audiencia. Su destacado trabajo fue en El derecho de nacer.
A partir de 1955 participó en el dramatizado de Teleteatro de la recién inaugurada televisión colombiana con transmisión en vivo de Su primer cliente, que es una adaptación de la obra de Charles Dickens y dirigida por Bernardo Romero Lozano. A finales de los 70 interpretó a Brígida Paredes en la exitosa telenovela La abuela en el que batió récords de audiencia y con la que se consagró como una de las actrices más importantes del país.
Se destacan sus trabajos en las telenovelas La marquesa de Yolombó (1978), Los cuervos (1984), Tuyo es mi corazón (1985), Calamar (1989), ¿Por qué mataron a Betty si era tan buena muchacha? (1989), La madre (1998), La Guerra de las Rosas (1999), Pecados capitales (2002) entre otras.
Su última aparición fue en la telenovela Los Victorinos de Telemundo en donde interpretó a Aurora Gallardo.

## Vida privada

### Familia
Teresa Gutiérrez era miembro de los varios círculos aristocráticos de su ciudad, vinculados al Partido Conservador Colombiano. Sus padres eran Carlos Gutiérrez Riaño y Teresa de Argáez Williamson. Su madre era hija del exministro y excanciller conservador Enrique de Argáez y sobrina del considerado padre de la prensa moderna, Jerónimo Argáez, gracias a que Teresa Gutierrez se haya iniciado en el mundo de la televisión. Los Hermanos Argáez eran hijos del excongresista Ramón Argáez Rodríguez.

### Matrimonios y descendencia
Estuvo casada con el cantante Alberto Granados con quien tuvo dos hijos: María Margarita Giraldo también actriz y Luis Alberto, administrador de empresas. 
Después de su divorcio, se fue a vivir a Argentina con el violinista Américo Bellotto con quien tuvo dos hijos más: Ilia y Miguel Varoni. Abandonó actuación para dedicarse a su hogar. Un accidente terminó con su matrimonio y regresó a Colombia para continuar con la actuación. Abuela de la actriz Majida Issa.

## Filmografía

### Televisión
| Año  | Título                                              | Personaje                                  | Notas                                       |
| ---- | --------------------------------------------------- | ------------------------------------------ | ------------------------------------------- |
| 2009 | Victorinos                                          | Aurora Gallardo.                           |                                             |
| 2008 | Novia para dos                                      | Olga de Vera.                              |                                             |
| 2008 | Mujeres asesinas                                    |                                            | Apareció en el episodio Blanca la operaria. |
| 2007 | El Zorro: la espada y la rosa                       | Marquesa Carmen Santillana de la Roquette. |                                             |
| 2005 | Los Reyes                                           | Doña Flor Serrano.                         |                                             |
| 2004 | Dora, la celadora                                   | Antonia de Urdaneta.                       |                                             |
| 2002 | Pecados capitales                                   | Doris Salinas.                             |                                             |
| 2002 | María Madrugada                                     | Doña Herta.                                |                                             |
| 2001 | Pedro el escamoso                                   | Pastora García de Gaitán.                  |                                             |
| 2001 | El inútil                                           | Doña Lucy.                                 |                                             |
| 1999 | La Guerra de las Rosas                              | Pachita.                                   |                                             |
| 1998 | Carolina Barrantes                                  | Rita.                                      |                                             |
| 1998 | Julius                                              | Julia.                                     |                                             |
| 1998 | La madre                                            | Lola.                                      |                                             |
| 1997 | Juliana, ¡qué mala eres!                            | Teresa.                                    |                                             |
| 1996 | Prisioneros del amor                                | Cecilia Sáenz de la Peña.                  |                                             |
| 1996 | Candela                                             | Juana Montes.                              |                                             |
| 1995 | Leche                                               | Cardenal Propescu.                         |                                             |
| 1993 | Señora Isabel                                       | Julia Emma de Domínguez.                   |                                             |
| 1993 | La maldición del paraíso                            | Fernanda Román.                            |                                             |
| 1992 | Sangre de lobos                                     | Gabriela.                                  |                                             |
| 1991 | ¿Por qué mataron a Betty si era tan buena muchacha? | Madame Trapitos.                           |                                             |
| 1989 | Calamar                                             | Martina La Peligrosa.                      |                                             |
| 1988 | El segundo enemigo                                  |                                            |                                             |
| 1987 | Lola Calamidades                                    | Josefa "Pepa" de Machado.                  |                                             |
| 1985 | Tuyo es mi corazón                                  | Iris Piamonte.                             |                                             |
| 1985 | Los impostores                                      |                                            |                                             |
| 1984 | Los cuervos                                         | Sara Olmedo.                               |                                             |
| 1984 | Testigo ocular                                      | N/d.                                       |                                             |
| 1982 | Don Chinche                                         | Tía Magola.                                |                                             |
| 1980 | El hijo de Ruth                                     |                                            |                                             |
| 1979 | La abuela                                           | Brígida Paredes.                           |                                             |
| 1978 | La marquesa de Yolombó                              |                                            |                                             |
| 1977 | Un largo camino                                     | La bruja Nemesia.                          |                                             |
| 1976 | Recordarás mi nombre                                |                                            |                                             |
| 1975 | En la trampa                                        |                                            |                                             |
| 1975 | Antón García                                        |                                            |                                             |
| 1972 | La perla                                            |                                            |                                             |

## Radionovelas
- El derecho de nacer.
- Doctor X.

## Cine
| Año  | Título                            | Personaje      |
| ---- | --------------------------------- | -------------- |
| 2007 | Satanás                           | Doña Blanca.   |
| 2007 | Muertos de susto                  | Doña Herminea. |
| 2007 | Los Andes no creen en Dios        | Juana.         |
| 2006 | Dios los junta y ellos se separan | Doña Jesusa.   |
| 1988 | Un hombre y una mujer con suerte  |                |
| 1987 | El niño y el Papa                 | Vendedora.     |
| 1981 | La abuela                         |                |

## Premios Obtenidos
- 1 India Catalina.
- 1 Simón Bolívar de Televisión.
- 2 TVyNovelas.
- 1 Caracol.
- 2 Orquídea en Estados Unidos.
- 1 FYMTI en Uruguay
- 2 APE
- 1 Antena.
- 1 Cámara de Plata.
- 2 Placa Caracol.
- 1 Placa RCN.
- 1 Placa TV y Novelas.
- 1 Gloria de la TV.